# Gran Turismo 2
Gran Turismo 2 (グランツーリスモ2 Guran Tsūrisumo Tsū?, comúnmente abreviado como GT2) es un videojuego de carreras para la PlayStation de Sony. Gran Turismo 2 fue desarrollado por Polyphony Digital y publicado por Sony Computer Entertainment en 1999. Es la secuela de Gran Turismo. Fue bien recibido de forma pública y crítica, con 1.71 millones de copias en Japón, 20.000 en el sudeste asiático, 3.96 millones en América del Norte y 3.68 millones en Europa por un total de 9.37 millones de copias al 30 de abril de 2008, y, finalmente, convertirse en un juego de Sony Greatest Hits. El título recibió un promedio de 93% en el agregado de Metacritic.
Como su predecesor, contiene un par de manuales; el primero, "manual de referencia" que explica detalladamente el comportamiento de aceleración, frenado, manejo o maniobrabilidad, tracción de coche, etc; y el segundo, el manual de instrucciones que orienta al jugador de cómo jugar el modo Arcade y Simulación, salvar partida desde la Tarjeta de Memoria insertada en la consola, etc.

## Novedades
- De lo aproximadamente 140 coches que se presentaron en el primer Gran Turismo, en este juego, hubo un incremento de la cantidad de vehículos (aproximadamente 650 en total), lo que representa 5 veces más que el número de automóviles con respecto a la entrega anterior. Hay que tomar en cuenta que casi todos los vehículos que aparecieron en GT vuelven para este juego.
- En GT hubo 10 a 11 fabricantes licenciadas (en la versión NTSC-U usaban la marca Acura), en GT2, también hubo un incremento de 36 a 37 fabricantes (en la versión PAL usaban tanto la Opel como la Vauxhall) que se supone tres veces el aumento del extenso catálogo que ofrecen las marcas reconocidas en cada concesionario.
- En GT, en total fueron 11 circuitos (incluyendo sus versiones al revés). Para esta entrega hay 27 pistas (los 16 nuevos son algunos ficticios y con licencias, mientras que los 11 restantes que aparecieron en el juego predecesor regresaron).
- Otra novedad que trae en GT2 es la inclusión de los circuitos de Rally teniendo en total 6 pistas.
- En Gran Turismo, eran sólo 3 exámenes de licencia que calificaba al jugador para participar en grandes eventos de campeonato. Gran Turismo 2, agregan 3 más para totalizar 6 exámenes de licencia.
- La decisión de separar dos discos (CD-ROM) de este juego fueron como novedad, como se mencionó anteriormente: Incrementos de coches, circuitos, exámenes de licencia y también, más espacio para colocar audio.
- Si inserta el disco 2 (Modo Simulación) la pantalla del mapa de este Modo es casi lo mismo que el juego anterior, pero la diferencia que ahí ya no está ninguna marca del automóvil ubicado por todo el mapa, sino un método Este/Oeste en donde al seleccionar ciudades, por ejemplo, Oeste, aparece la lista de los fabricantes a elegir, lista de coches usados, nuevos, entre otros.
- Los gráficos presentados en esta entrega son muy similares a su predecesor con algunas mejoras.

## Jugabilidad
Gran Turismo 2 se basa fundamentalmente en el género de los juegos de carreras. El jugador debe maniobrar un automóvil para competir contra conductores artificialmente inteligentes en varias pistas de carreras. El juego utiliza dos modos diferentes: Modo Arcade y Modo Simulación (Modo Gran Turismo en PAL y versiones japonesas). En el modo arcade, el jugador puede elegir libremente los vehículos que desea usar y puede habilitar el daño. Sin embargo, el modo de simulación requiere que el jugador gane licencias de conducir, pague vehículos y gane trofeos para desbloquear cursos nuevos y recurrentes. Gran Turismo 2 cuenta con casi 650 automóviles y 27 pistas de carreras, incluidas pistas de rally.
En comparación con Gran Turismo, la jugabilidad, la física y los gráficos son muy similares: la única diferencia real en la dinámica del vehículo fueron los frenos, que se volvieron mucho menos propensos a bloquear y hacer que el vehículo se salte demasiado. Los cambios más importantes son la gran cantidad de autos, pistas y carreras en modo de simulación. Otras diferencias incluyen que el jugador puede competir en eventos por separado, si no quiere participar en todo el torneo. El jugador ya no puede "calificar" para cada carrera inscrita.

## Desarrollo
Después del éxito inesperado de Gran Turismo, el desarrollador líder Kazunori Yamauchi planeó hacer de Gran Turismo 2 "un producto aún mejor". La directora de mercadotecnia de SCEA (Ami Blaire) tenía grandes esperanzas, al afirmar que "la abrumadora y continua popularidad de Gran Turismo claramente posiciona a Gran Turismo 2 como uno de los títulos más populares disponibles para las vacaciones y más allá". Jack Tretton (vicepresidente de ventas de SCEA) tenía un entusiasmo similar, y esperaba que Gran Turismo 2 "saliera volando de las estanterías más rápido que el original, continuando el impulso de esta increíble franquicia".
Fallos y Errores
Tras el lanzamiento del juego, los jugadores encontraron en breve varios errores y fallas. SCEA no ignoró la protesta y ofreció un reemplazo si ocurría algún problema. Por ejemplo, el porcentaje máximo de finalización alcanzable fue del 98,2%. Otra falla fue que no importa qué, incluso si un jugador salva el juego, los autos pueden desaparecer de su garaje. Una tercera falla fue que ciertos autos aparecerían en las carreras equivocadas. Esto fue más significativo en la carrera de resistencia Trial Mountain de 30 vueltas, donde puede aparecer una edición Vector M12 LM de 680 bhp a pesar de una restricción de entrada de 295 caballos de fuerza, lo que hace que la carrera sea casi imposible de ganar. La razón por la que el porcentaje de finalización máximo se queda corto se debe a un modo de carrera de drag planificado que nunca se implementó.

## Automóviles

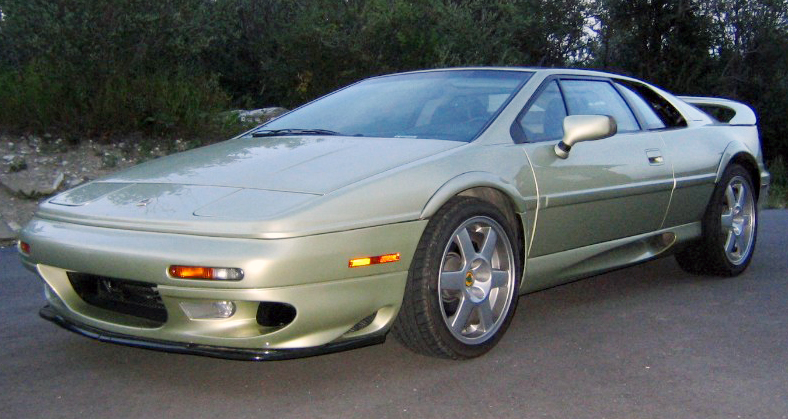
El Lotus Esprit fue uno de los nuevos coches de carretera en el juego

En el momento de su lanzamiento, GT2 presentaba una de las listas más grandes de automóviles nuevos e históricos disponibles en un solo juego de computadora, contabilizado en casi 650 automóviles. GT2 contenía 36 fabricantes, desde Acura (solo versión NTSC-U; otras versiones usaban la marca Honda), BMW, Peugeot a Venturi. En comparación, el original Gran Turismo y GT3 A-Spec tenían menos de 200 cada uno. Por primera vez en la serie, se agregaron fabricantes de Francia, Alemania e Italia, lo que a su vez permitió un campeonato mundial de Gran Turismo. Ciertos fabricantes notables, como Ferrari y Porsche, no se presentaron debido a que no se pudieron obtener las licencias requeridas. Ruf se agregó como una alternativa a Porsche: Ruf es un fabricante independiente de Porsche bajo las leyes de EE. UU. y Alemania. Ciertos autos, como el Mercedes-Benz CLK GTR, también fueron eliminados del juego debido a problemas de licencia.

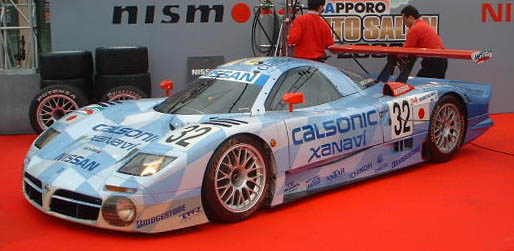
El Nissan R390 fue uno de los autos de carrera de Le Mans que se introdujo en el juego

Gran Turismo 2 fue el primer juego de la serie en presentar las marcas Vauxhall/Opel. En las versiones NTSC-U (América) y NTSC-J (Japón), se usó la marca Opel, mientras que la versión PAL (Europa) presentó Vauxhall cuando el juego está configurado para usar el idioma inglés, y Opel está disponible en otros idiomas. Esto llevó a una laguna en la que el jugador podría completar las carreras de una sola marca tanto para Opel como para Vauxhall, dando un puntaje de finalización del 100,91%

## Música
La canción de apertura para las versiones de Norteamérica y PAL es "My Favourite Game" de The Cardigans. La versión PAL tiene el remix Faithless de la canción. En algunas introducciones de los lanzamientos norteamericanos, la canción se cortó de manera que se tocó de manera diferente después de un minuto. La canción de apertura de la versión japonesa es "Moon Over the Castle" (el tema de la serie Gran Turismo).
El juego aumentó aún más la cantidad de pistas en el disco al separar el Modo Arcade y el Modo Simulación (Modo Gran Turismo para las versiones PAL y Japonesa) en dos discos. Esto permitió más espacio para colocar audio. La versión PAL tiene una banda sonora diferente y canciones que la versión estadounidense no tiene, como "Illin 'in Heaven" de Fatboy Slim. La versión americana tiene canciones como "I Think I'm Paranoid" de Garbage, y "Now is the Time" de The Crystal Method, mientras que la versión PAL no lo hizo.

## Recepción
Gran Turismo 2 recibió el reconocimiento de la crítica. Recibió una puntuación de 92.42% en GameRankings y 93/100 en Metacritic.
GameSpot lo clasificó 8.5 de 10, y lo recomendó a cualquier jugador, entusiasta de los autos o no, mientras que IGN calificó el juego con 9.8/10. En Japón, Famitsu le dio una puntuación de 34 sobre 40. Gran Turismo 2 fue un éxito de ventas durante dos meses en Japón y durante dos meses en el Reino Unido, y ha vendido 9.37 millones de copias en todo el mundo. La Official UK PlayStation Magazine clasificó el juego como el cuarto mejor de todos los tiempos. Recibió un premio de ventas "Double Platinum" de la Entertainment and Leisure Software Publishers Association (ELSPA), que indica ventas de al menos 600,000 copias en el Reino Unido.